# Comme une ombre dans la nuit
Cet article possède un paronyme, voir Carolina Moon.
Comme une ombre dans la nuit (Nora Roberts' Carolina Moon) est un téléfilm américano-canadien réalisé par Stephen Tolkin et diffusé le 19 février 2007 sur la chaîne Lifetime.

## Synopsis
Alors qu'elle n'a que dix ans, Tory perd sa meilleure amie Hope, assassinée. Après 18 ans d'absence, elle revient dans sa ville natale pour tenter d'élucider le meurtre. Elle fait la rencontre de Cade, le frère de son amie défunte, de qui elle s'éprend.

## Fiche technique
- Réalisation : Stephen Tolkin
- Scénario : Stephen Tolkin, d'après le roman de Nora Roberts
- Société de production : Mandalay Television
- Durée : 95 minutes
- Pays :  États-Unis,  Canada

## Distribution
- Claire Forlani (VF : Caroline Beaune) : Victoria « Tory » Bodeen[2]
- Oliver Hudson (VF : Didier Cherbuy) : Cade Lavelle[2]
- Chad Willett (en) (VF : Alexandre Gillet) : Wade Mooney
- Jonathan Scarfe (VF : Damien Boisseau) : Dwight Collier
- Josie Davis : Faith Lavelle
- Jacqueline Bisset (VF : Évelyne Séléna) : Margaret Lavelle[2]
- Shaun Johnston (VF : Bernard Métraux) : Han Bodeen
- Greg Lawson : Chef de la police Carl Russ
- Maureen Rooney (VF : Françoise Pavy) : Sari Bodeen
- Kailin See : Sherry Bellows
- Shae Keebler : Jeune Hope Lavelle / Jeune Faith Lavelle
- Gabrielle Casha : Jeune Tory Bodeen
- Brieanna Moench : Lissy
- Kade Phillips (VF : Gabriel Bismuth-Bienaimé) : Jeune Cade
- Connor Robinson : Jeune Wade
- Taison Gelinas : Jeune Dwight
- Carrie Schiffler : June
- Mark Holmes : Photographe
- Keith White : Homme avec son chien
- Dusty Finkbeiner : Alice Powell

 Source et légende : version française (VF) sur RS Doublage

## Accueil
Le téléfilm a été vu par environ 3,7 millions de téléspectateurs lors de sa première diffusion.